# Frenkie de Jong
Frenkie de Jong (Gorcum, Holanda Meridional, 12 de mayo de 1997) es un futbolista neerlandés que juega como centrocampista en el Fútbol Club Barcelona de la Primera División de España, del cual es su tercer capitán, y en la selección neerlandesa.

## Trayectoria

### Inicios
Frenkie se formó en la cantera del Willem II. Debutó con el primer equipo el 10 de mayo de 2015 en un encuentro de Eredivisie. En agosto de ese mismo fichó por el Jong Ajax, aunque permaneció cedido en su club de origen hasta final de año.

### Ajax

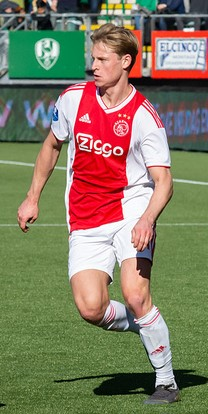
De Jong en 2019 con el Ajax de Ámsterdam.

El 21 de septiembre de 2016 debutó con el Ajax de Ámsterdam en un encuentro de Copa ante su anterior club, el Willem II. Frenkie jugó los últimos diez minutos de encuentro. Acabó esa temporada disputando once encuentros con la primera plantilla, incluyendo los últimos minutos de la final de la Liga Europa 2016-17. Su progresión continuó la temporada siguiente al disputar 26 encuentros y dar nueve asistencias. El 17 de diciembre de 2018 fue reconocido como talento del año 2018 por la TopSport Amsterdam.
El 5 de marzo de 2019 fue titular en Liga de Campeones en el triunfo del Ajax por 1 a 4 ante el Real Madrid, en el Estadio Santiago Bernabéu, que significó el pase a la ronda de cuartos de final.

### F. C. Barcelona

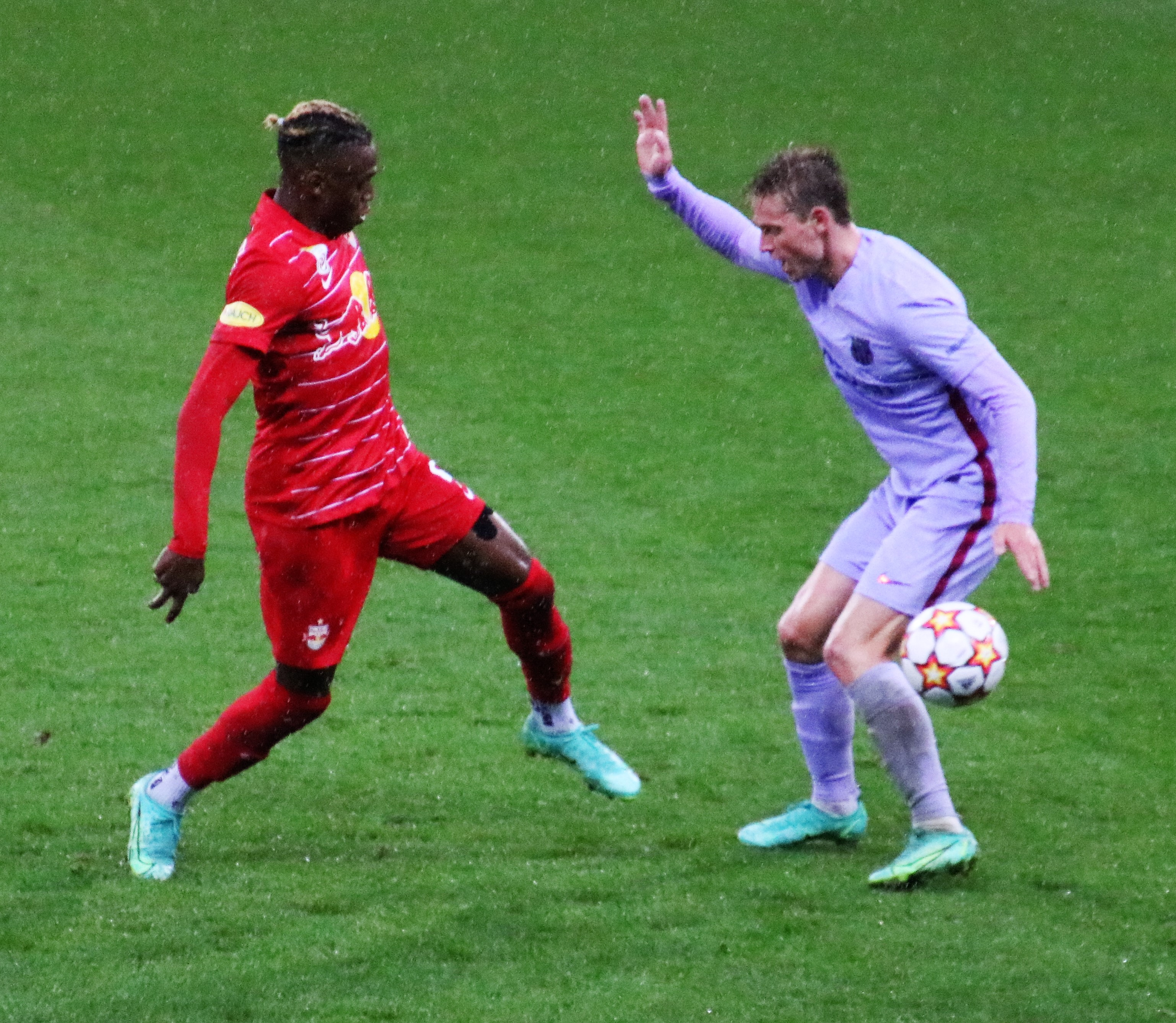
De Jong (derecha) jugando con el F. C. Barcelona en 2021.

El 23 de enero de 2019 el F. C. Barcelona anunció que sería jugador del club a partir del 1 de julio del mismo año para las siguientes cinco temporadas, a cambio de 75 millones de euros más 11 en variables. El 14 de septiembre anotó su primer gol como azulgrana en la victoria por 5-2 ante el Valencia C. F. en el Camp Nou. Tras el parón por COVID-19, jugó el primer partido en la goleada 0-4 sobre el R. C. D. Mallorca. Hasta ese momento había sido titular indiscutible marcando dos goles y brindando cuatro asistencias. Una lesión en el sóleo derecho confirmada por el club el 21 de junio le tuvo parado un mes. Reapareció con 12 minutos en la derrota ante C. A. Osasuna (1-2) y con 32 en la goleada 0-5 sobre el Deportivo Alavés en Mendizorroza.
El 16 de diciembre de 2020 anotó el gol del triunfo (2-1) sobre la Real Sociedad en la Liga 2020-21. El 3 de enero de 2021 anotó otro tanto para la victoria del Barça 0-1 sobre la S. D. Huesca. El 13 de enero volvió a marcar a la Real Sociedad en las semifinales de la Supercopa de España en un encuentro que terminó en empate a uno y que se decidió en una tanda de penaltis en la que falló su lanzamiento. Antes de acabar el mes siguió con su racha goleadora al anotar ante el Elche C. F. en la Liga y el Rayo Vallecano en la Copa del Rey, tanto que supuso el pase a los cuartos de final de la competición, ronda en la que también marcó para ayudar al equipo a clasificarse para las semifinales. En la final del torneo frente al Athletic Club, anotó de cabeza el 0-2, además de asistir en dos goles en la victoria por 0-4, ganando así su primer título con el conjunto catalán.
En su tercera temporada en el equipo logró su primer gol en una competición europea; lo hizo el 24 de febrero de 2022 en un partido de la Liga Europa ante la S. S. C. Napoli. En mayo de 2023 consiguió su primera Liga con la entidad blaugrana. En julio de ese mismo año, tras la marcha de Sergio Busquets y Jordi Alba, fue escogido por sus compañeros como cuarto capitán. Esa misma campaña, en un encuentro contra el Getafe C. F., fue el autor del gol 11 000 en la historia del club.

## Selección nacional
Pasó por todas las categorías inferiores de la selección neerlandesa.
Debutó con la selección neerlandesa, el 6 de septiembre de 2018, entrando en el segundo tiempo de un amistoso contra Perú. Dio una asistencia a los 60 minutos de partido a Memphis Depay.
Fue convocado para participar en la Eurocopa 2020 y la Copa Mundial de 2022, torneo en el que marcó un gol en la fase de grupos frente a la anfitriona Catar. También fue citado para acudir a la Eurocopa 2024, aunque finalmente no pudo participar en la competición debido a una lesión en el tobillo.

### Participaciones en Copas del Mundo
| Copa                           | Sede  | Resultado        | Partidos | Goles |
| ------------------------------ | ----- | ---------------- | -------- | ----- |
| Copa Mundial de Fútbol de 2022 | Catar | Cuartos de final | 5        | 1     |

### Participaciones en Eurocopas
| Eurocopa      | Sede   | Resultado        | Partidos | Goles |
| ------------- | ------ | ---------------- | -------- | ----- |
| Eurocopa 2020 | Europa | Octavos de final | 4        | 0     |

### Goles internacionales
| N.º | Fecha                   | Estadio                          | Rival    | Gol | Resultado | Competición                 |
| --- | ----------------------- | -------------------------------- | -------- | --- | --------- | --------------------------- |
| 1   | 6 de septiembre de 2019 | Imtech Arena, Hamburgo, Alemania | Alemania | 1-1 | 2-4       | Clasificación Eurocopa 2020 |
| 2   | 29 de noviembre de 2022 | Estadio Al Bayt, Jor, Catar      | Catar    | 2-0 | 2-0       | Mundial 2022                |

## Estadísticas

### Clubes
Actualizado al último partido disputado el 16 de agosto de 2025.
| Club                            | Div.          | Temporada     | Liga  | Liga  | Liga   | Copas nacionales | Copas nacionales | Copas nacionales | Copas internacionales | Copas internacionales | Copas internacionales | Total | Total | Total  | Media goleadora |
| Club                            | Div.          | Temporada     | Part. | Goles | Asist. | Part.            | Goles            | Asist.           | Part.                 | Goles                 | Asist.                | Part. | Goles | Asist. | Media goleadora |
| ------------------------------- | ------------- | ------------- | ----- | ----- | ------ | ---------------- | ---------------- | ---------------- | --------------------- | --------------------- | --------------------- | ----- | ----- | ------ | --------------- |
| Willem II · Países Bajos        | 1.ª           | 2014-15       | 1     | 0     | 0      | 0                | 0                | 0                | ―                     | ―                     | ―                     | 1     | 0     | 0      | 0               |
| Willem II · Países Bajos        | 1.ª           | 2015-16       | 1     | 0     | 0      | 1                | 0                | 0                | ―                     | ―                     | ―                     | 2     | 0     | 0      | 0               |
| Willem II · Países Bajos        | Total club    | Total club    | 2     | 0     | 0      | 1                | 0                | 0                | 0                     | 0                     | 0                     | 3     | 0     | 0      | 0               |
| A. J. F. C. Ajax · Países Bajos | 2.ª           | 2015-16       | 15    | 2     | 3      | ―                | ―                | ―                | ―                     | ―                     | ―                     | 15    | 2     | 3      | 0.13            |
| A. J. F. C. Ajax · Países Bajos | 2.ª           | 2016-17       | 31    | 6     | 8      | ―                | ―                | ―                | ―                     | ―                     | ―                     | 31    | 6     | 8      | 0.19            |
| A. J. F. C. Ajax · Países Bajos | Total club    | Total club    | 46    | 8     | 11     | 0                | 0                | 0                | 0                     | 0                     | 0                     | 46    | 8     | 11     | 0.17            |
| A. F. C. Ajax · Países Bajos    | 1.ª           | 2016-17       | 4     | 1     | 0      | 3                | 0                | 0                | 4                     | 0                     | 0                     | 11    | 1     | 0      | 0.09            |
| A. F. C. Ajax · Países Bajos    | 1.ª           | 2017-18       | 22    | 0     | 8      | 2                | 1                | 1                | 2                     | 0                     | 0                     | 26    | 1     | 9      | 0.03            |
| A. F. C. Ajax · Países Bajos    | 1.ª           | 2018-19       | 31    | 4     | 4      | 4                | 0                | 0                | 17                    | 0                     | 0                     | 52    | 4     | 4      | 0.08            |
| A. F. C. Ajax · Países Bajos    | Total club    | Total club    | 57    | 5     | 12     | 9                | 1                | 1                | 23                    | 0                     | 0                     | 89    | 6     | 13     | 0.07            |
| F. C. Barcelona · España        | 1.ª           | 2019-20       | 29    | 2     | 2      | 4                | 0                | 2                | 9                     | 0                     | 0                     | 42    | 2     | 4      | 0.05            |
| F. C. Barcelona · España        | 1.ª           | 2020-21       | 37    | 3     | 4      | 7                | 4                | 2                | 7                     | 0                     | 1                     | 51    | 7     | 7      | 0.14            |
| F. C. Barcelona · España        | 1.ª           | 2021-22       | 32    | 3     | 3      | 3                | 0                | 0                | 12                    | 1                     | 2                     | 47    | 4     | 5      | 0.09            |
| F. C. Barcelona · España        | 1.ª           | 2022-23       | 33    | 2     | 4      | 4                | 0                | 0                | 6                     | 0                     | 0                     | 43    | 2     | 4      | 0.05            |
| F. C. Barcelona · España        | 1.ª           | 2023-24       | 20    | 2     | 0      | 5                | 0                | 0                | 5                     | 0                     | 0                     | 30    | 2     | 0      | 0.07            |
| F. C. Barcelona · España        | 1.ª           | 2024-25       | 26    | 2     | 2      | 7                | 0                | 0                | 13                    | 0                     | 0                     | 46    | 2     | 2      | 0.04            |
| F. C. Barcelona · España        | 1.ª           | 2025-26       | 1     | 0     | 0      | 0                | 0                | 0                | 0                     | 0                     | 0                     | 1     | 0     | 0      | 0               |
| F. C. Barcelona · España        | Total club    | Total club    | 178   | 14    | 15     | 30               | 4                | 4                | 52                    | 1                     | 3                     | 260   | 19    | 22     | 0.07            |
| Total carrera                   | Total carrera | Total carrera | 283   | 27    | 38     | 40               | 5                | 5                | 75                    | 1                     | 3                     | 398   | 33    | 46     | 0.08            |
| 1. 2. 3.                        |               |               |       |       |        |                  |                  |                  |                       |                       |                       |       |       |        |                 |

## Palmarés

### Títulos nacionales
| Título                     | Club            | País         | Año  |
| -------------------------- | --------------- | ------------ | ---- |
| Copa de los Países Bajos   | A. F. C. Ajax   | Países Bajos | 2019 |
| Eredivisie                 | A. F. C. Ajax   | Países Bajos | 2019 |
| Copa del Rey               | F. C. Barcelona | España       | 2021 |
| Supercopa de España        | F. C. Barcelona | España       | 2023 |
| Primera División de España | F. C. Barcelona | España       | 2023 |
| Supercopa de España        | F. C. Barcelona | España       | 2025 |
| Copa del Rey               | F. C. Barcelona | España       | 2025 |
| Primera División de España | F. C. Barcelona | España       | 2025 |

### Distinciones individuales
| Distinción                                                      | Año  |
| --------------------------------------------------------------- | ---- |
| Jugador de la temporada de la Eredivisie                        | 2019 |
| Talento del año en los Países Bajos                             | 2019 |
| Centrocampista del año de la UEFA                               | 2019 |
| Incluido en el XI Mundial FIFA/FIFPro                           | 2019 |
| Parte de los 100 mejores jugadores del mundo según The Guardian | 2022 |

## Vida personal
Nació en Gorcum y creció en Arkel, un pueblo de la provincia de Holanda Meridional, donde empezó a jugar al fútbol desde muy joven. Desde que empezó a jugar profesionalmente, eligió el 21 en su camiseta como homenaje a su abuelo, que nació un 21 de abril.
Conoció a su prometida Mikky Kiemeney en la escuela secundaria y están saliendo desde 2014. La pareja se comprometió en julio de 2022. En mayo anunció que estaban esperando a su primer hijo y el 21 de noviembre de 2023, le dieron la bienvenida, Miles de Jong.